# Виконавське мистецтво

Виконавське мистецтво (також виконавство; англ. performing arts) — вид мистецтва, особливістю якого є художнє відображення життя за допомогою сценічної дії акторів перед глядачами. Відрізняється від образотворчого мистецтва, яке передбачає використання фарби, полотна або різних матеріалів для створення фізичних або статичних об'єктів мистецтва. Виконавське мистецтво включає низку дисциплін, які виконуються перед живою аудиторією, включаючи театр, музику та танець.
Театр, музика, танець, маніпулювання предметами та інші види виступів присутні в усіх людських культурах. Історія музики й танців сягає доісторичних часів, тоді як циркове мистецтво відомо принаймні з часів  Стародавнього Єгипту. Багато видів виконавського мистецтва виконуються професійно. Вистави можуть відбуватися у спеціально побудованих будівлях, таких як театри та оперні театри, на відкритих сценах під час фестивалів, на сценах у наметах, таких як цирки, або просто неба.
Живі виступи перед публікою є формою розваги. Розвиток аудіо- та відеозапису зробив можливим приватний перегляд виконавського мистецтва. Виконавське мистецтво часто спрямоване на вираження емоцій і почуттів.

## Виконавці

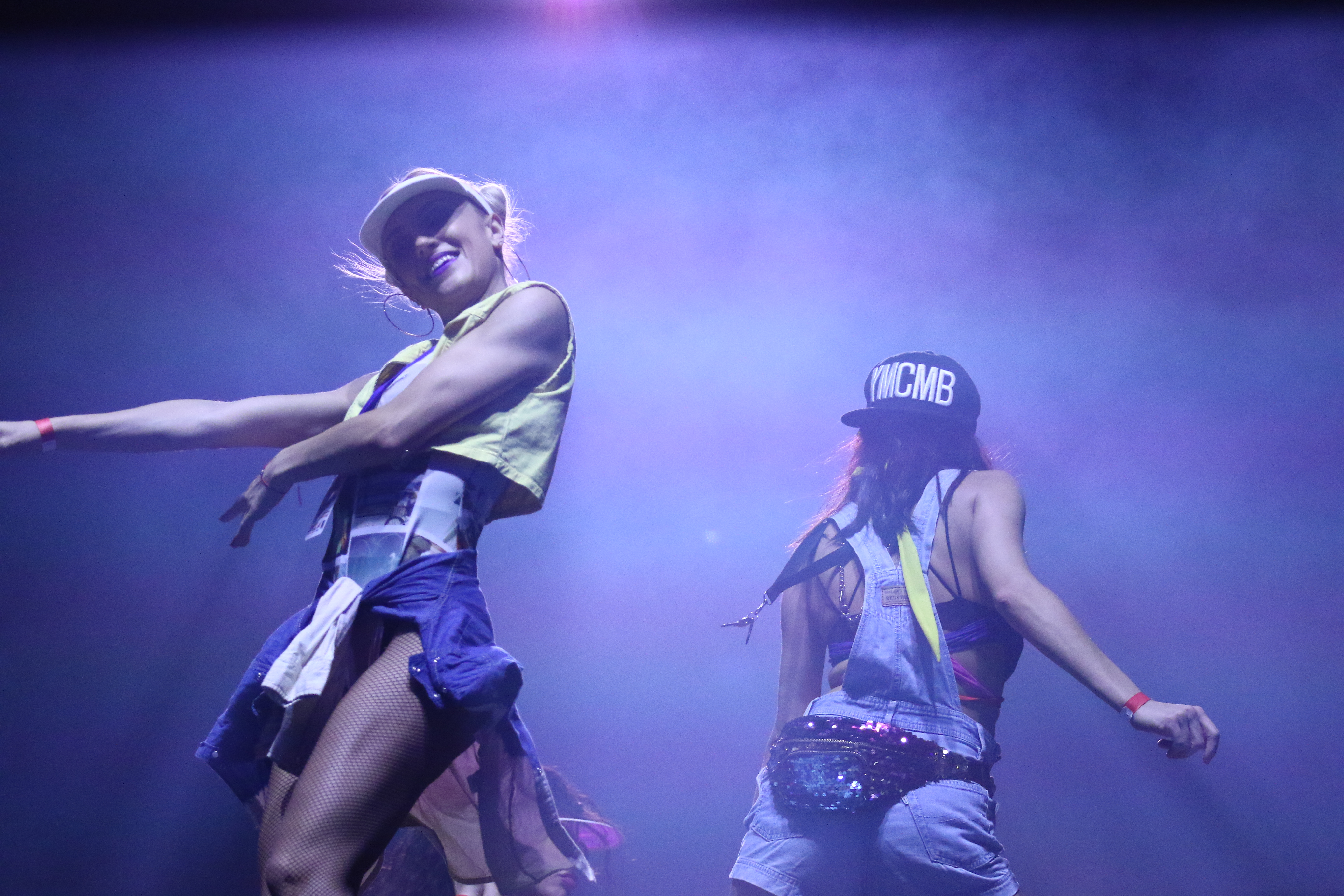
Дві танцівниці в Софії, Болгарія

Артисти, які беруть участь у виконавському мистецтві перед публікою, називаються виконавцями. Прикладами є актори, коміки, танцюристи, ілюзіоністи, артисти цирку, музиканти, і співаки. Виконавське мистецтво також залучає працівників із суміжних галузей, таких як автори пісень, хореографи та сценічні працівники. Виконавці часто адаптують свій зовнішній вигляд, наприклад, за допомогою костюмів і сценічного гриму, сценічного освітлення та звуку.

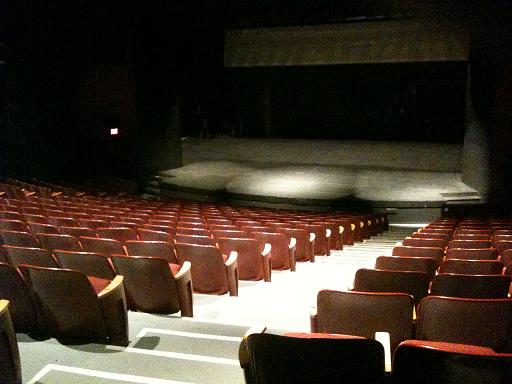
Театральна сцена МакКенна

## Типи
Виконавське мистецтво може включати танець, музику, оперу, театр і музичний театр, магію, ілюзію, пантоміму, розмовне мистецтво, ляльковий театр, циркове мистецтво, стендап-комедію, імпровізацію, професійний реслінг та перформанс.
Існує також спеціалізований вид образотворчого мистецтва, у якому художники виконують свої роботи наживо перед аудиторією. Такий вид мистецтва називається перформанс. Більшість перформансів також включає певну форму пластичного мистецтва, наприклад, створення театрального реквізиту. В епоху сучасного танцю танець часто називали пластичним мистецтвом.

### Театр

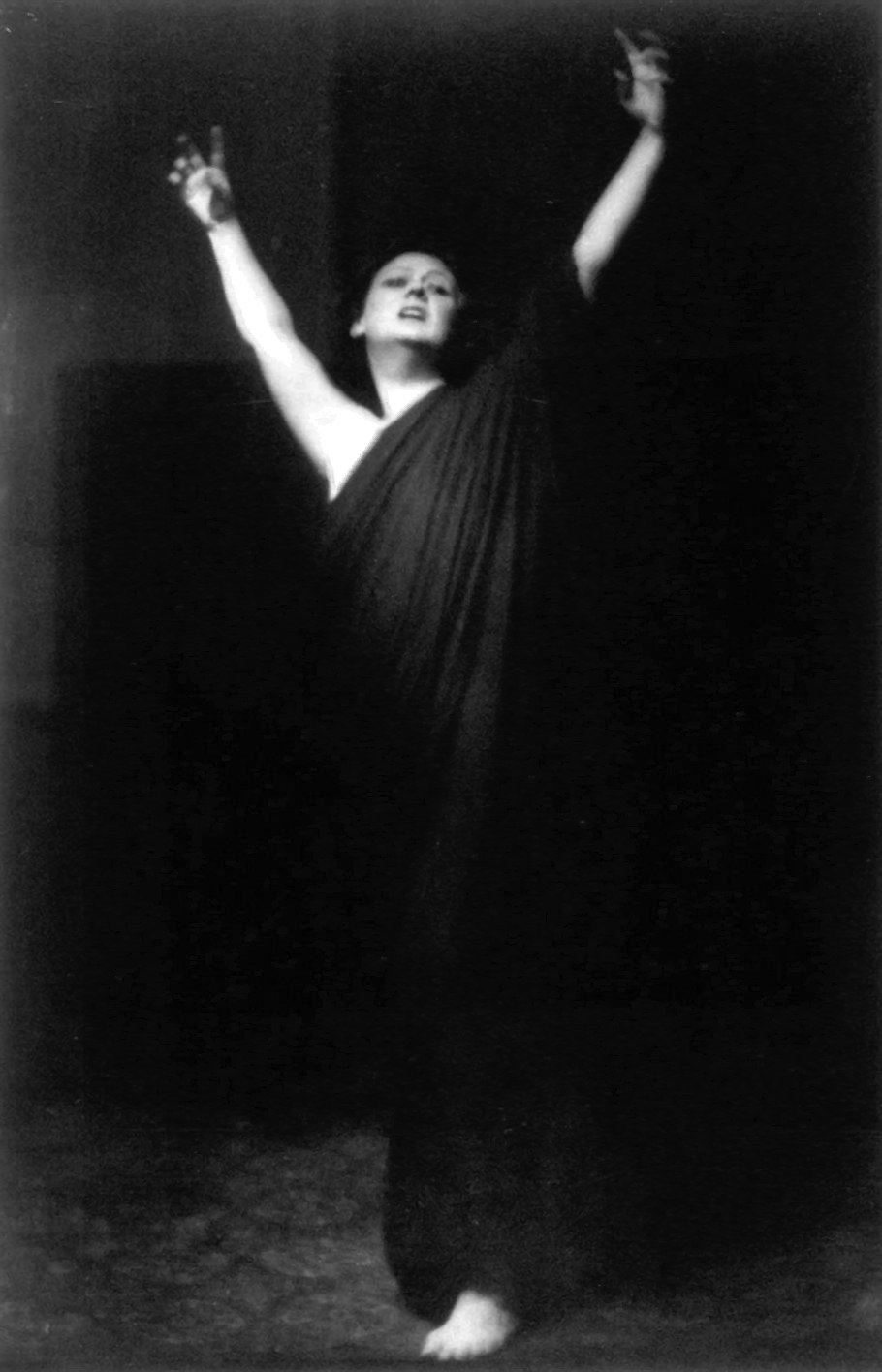
Айседора Дункан

Театральне мистецтво — це галузь виконавського мистецтва, яка займається розігруванням історій перед публікою, використовуючи поєднання мови, жестів, музики, танцю, звуку та видовища. Будь-який з цих елементів або їх комбінація вважаються виконавським мистецтвом. На додаток до стандартного стилю розповідного діалогу в п'єсах, театр приймає такі форми, як п'єси, мюзикли, опера, балет, ілюзія, мім, класичний індійський танець, кабукі, п'єси ряджених, театр імпровізації, комедія, пантоміма та нетрадиційні або сучасні форми, такі як театр постмодерну, постдраматичний театр або перформанс.
Театр — вид мистецтва, художньо освоює світ через драматичну дію, що здійснюється творчим колективом.
Основа театру — драматургія. Синтетичність театрального мистецтва визначає його колективний характер: у виставі об'єднуються творчі зусилля драматурга, режисера, художника, композитора, хореографа, актора.
Театральне мистецтво сягає своїм корінням в глибоку старовину. Його найважливіші елементи існували вже в первісних обрядах, в тотемічних танцях, в копіюванні повадок тварин і т. д.
Природа мистецтва театру синтетична, адже його художній образ виникає завдяки синтезу драматургії, архітектури, живопису, скульптури, музики, майстерності актора. Отже, можна простежити певну закономірність у розвитку процесу синтезації видів мистецтва. Якщо архітектура, живопис, скульптура взаємодіють переважно між собою, то мистецтво хореографії та театру, а далі ми побачимо, що і мистецтво кіно, використовує міжвидовий синтез.
Мистецтво театру цілком слушно вважають колективною творчістю. Порівняно з мистецтвом музики та хореографії процес співтворчості в театрі значно ускладнюється: у постановці спектаклю безпосередньо беруть участь принаймні п'ять осіб, але іноді у виставі бере участь один актор — це моновистава. Тільки, якщо всі вони стають співавторами, спектакль перетворюється у витвір мистецтва. Велика відповідальність при його створенні покладається на режисера-постановника, оскільки саме він повинен передати задум драматурга, створити необхідну атмосферу дії, вибудувати композицію спектаклю таким чином, аби вона якомога глибше і яскравіше донесла до глядача основну його ідею. Цей процес надзвичайно складний особливо тоді, коли драматурга і режисера розділяє значний часовий проміжок: необхідно передати атмосферу тієї епохи, у межах якої розгортається дія спектаклю, відтворити специфіку побуту, особливості костюмів тощо. Саме це і допомагає зробити режисерові художник, а музичне оформлення, що покладається на композитора, дає змогу посилити драматичне напруження дії, створити важливий емоційний фон спектаклю.
Зв'язуючою ланкою між драматургом і режисером є актор, який не просто доводить їхній задум до глядача, а й примушує повірити його в те, що відбувається на сцені. Саме актор може порушити міру умовності, що притаманна мистецтву театру. Проте створити повноцінний образ здатний тільки справжній актор, який володіє засобами акторської майстерності: системою зображувально-виражальних прийомів (міміка, дикція, інтонація, пластика, рух тощо), фантазією, вмінням імпровізувати та ін. Це дає можливість акторові встановити емоційний контакт з глядачем, примусити останнього співпереживати дії, що розгортаються на сцені.
Важлива специфічна особливість театру, яка відрізняє його переважно від усіх видів мистецтва (виняток — хореографія), полягає у тому, що глядач має змогу стати свідком процесу художньої творчості, спостерігати створення художнього образу власними очима. Естетичний вплив справжнього театрального мистецтва, що викликає почуття емпатії — співпереживання у глядача, приводить його до катарсису — духовного очищення, а саме в цьому і полягає надзавдання мистецтва взагалі.

### Танець

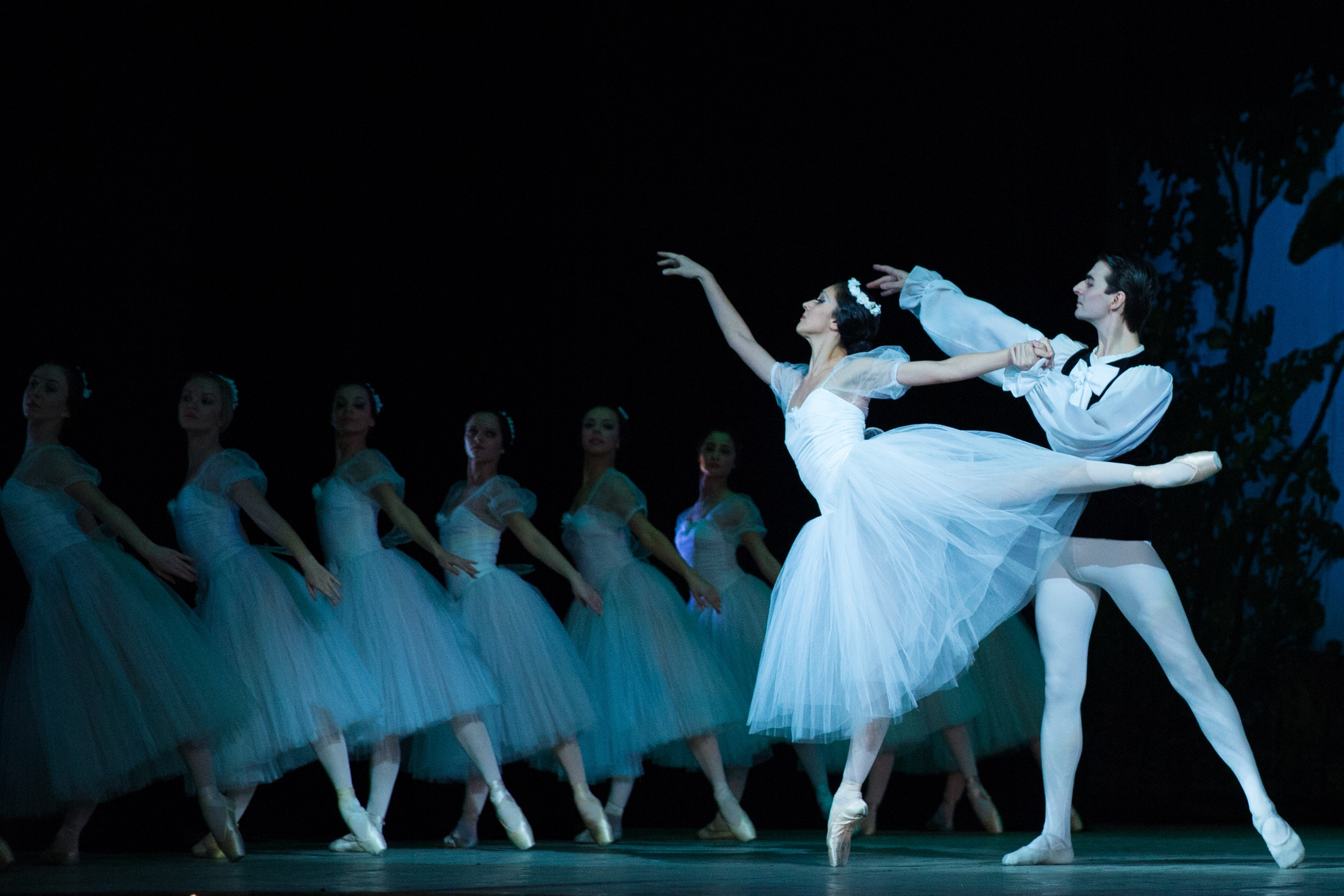
Сцена з балету Les Sylphides

У контексті виконавського мистецтва танець зазвичай стосується людських рухів, як правило, ритмічних, і музики, які використовуються як форма розваги глядачів під час вистави. Визначення того, що є танцем, залежать від соціальних, культурних, естетичних, мистецьких і моральних обмежень і варіюються від функціональних рухів (таких як народний танець) до систематизованих, віртуозних технік, таких як балет.
В XIX-XX століттях виникла ще одна сучасна форма танцю — вільний танець. Ця форма танцю була побудована, щоб створити гармонійну особистість, яка включала такі риси, як фізична та духовна свобода. Айседора Дункан була першою танцівницею, яка розмірковувала про «жінку майбутнього» та розробила новий напрямок хореографії, використовуючи ідею Ніцше про те, що «найбільший потенціал особистості розкривається тоді, коли вона звільняється від зовнішніх обмежень».
Танець є потужним імпульсом, але мистецтво танцю — це той імпульс, який майстерні виконавці роблять надзвичайно виразним і який може викликати захоплення у глядачів, які самі не бажають танцювати. Ці дві концепції танцювального мистецтва — танець як потужний імпульс і танець як майстерно хореографоване мистецтво, яке практикується переважно кількома професіоналами — є двома найважливішими поєднуючими ідеями, які проходять через будь-який розгляд тематики танцю. У танці зв'язок між двома поняттями сильніший, ніж у деяких інших мистецтвах, і ці поняття не можуть існувати одне без одного.
Хореографія — це мистецтво постановки танців, а людина, яка займається цим мистецтвом, називається хореографом.

### Музика
Музика є видом мистецтва, який поєднує висоту, ритм і динаміку для створення звуку. Її можна виконувати з використанням різноманітних інструментів і стилів; вона поділяється на такі жанри, як національна музика, джаз, хіп-хоп, поп, рок тощо. Як форма мистецтва музика може виконуватись у живому або записаному форматі, а також може бути спланованою або імпровізованою.
Оскільки музика — це багатогранне мистецтво, вона легко поєднується зі словами пісень, так само, як фізичні рухи поєднуються з танцем. Більш того, музика має здатність формувати людську поведінку, оскільки вона впливає на наші емоції.

## Історія

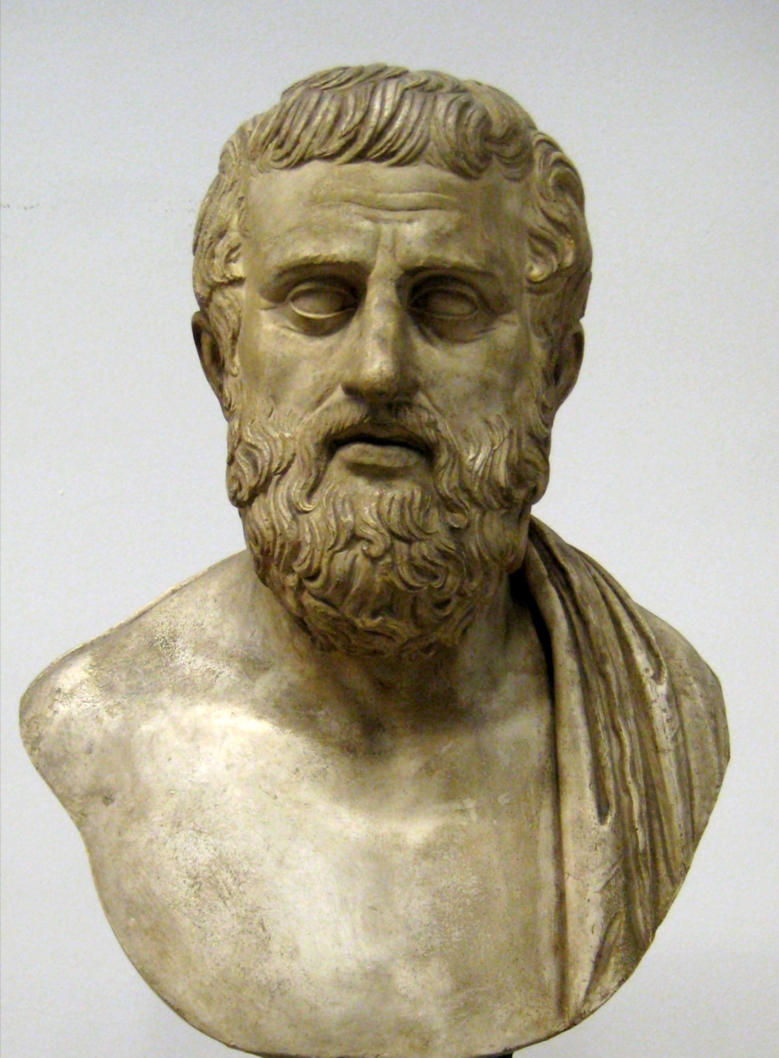
Софокл

### Західне виконавське мистецтво
Починаючи з VI століття до нашої ери, у Греції розпочався класичний період виконавського мистецтва, започаткований такими трагічними поетами, як Софокл. Ці поети писали п'єси, які в деяких випадках використовували танець (див. Евріпід). З епохи еллінізму починається широке поширення комедії.
Однак до VI століття нашої ери західне виконавське мистецтво в основному закінчилося, оскільки почалися Темні століття. Між IX і XIV століттями виконавське мистецтво на Заході обмежувалося релігійними історичними постановками та мораліте, організованими Церквою під час святкування свят та інших важливих подій.

#### Відродження
У XV столітті виконавське мистецтво, як і мистецтво загалом, відновилося з початком Відродження в Італії та поширилося завдяки європейським п'єсам, деякі з яких включали виконання танців; перше використання терміна «ballo» приписують Доменіко да П'яченца (в «De Arte Saltandi et Choreas Ducendi»), який використовував його замість терміна «danza» (танець) для своїх «baletti» або «balli». Термін згодом перетворився на Балет. Вважається, що першим балетом як таким був комічний балет королеви Бальтазара де Божойе (1581).

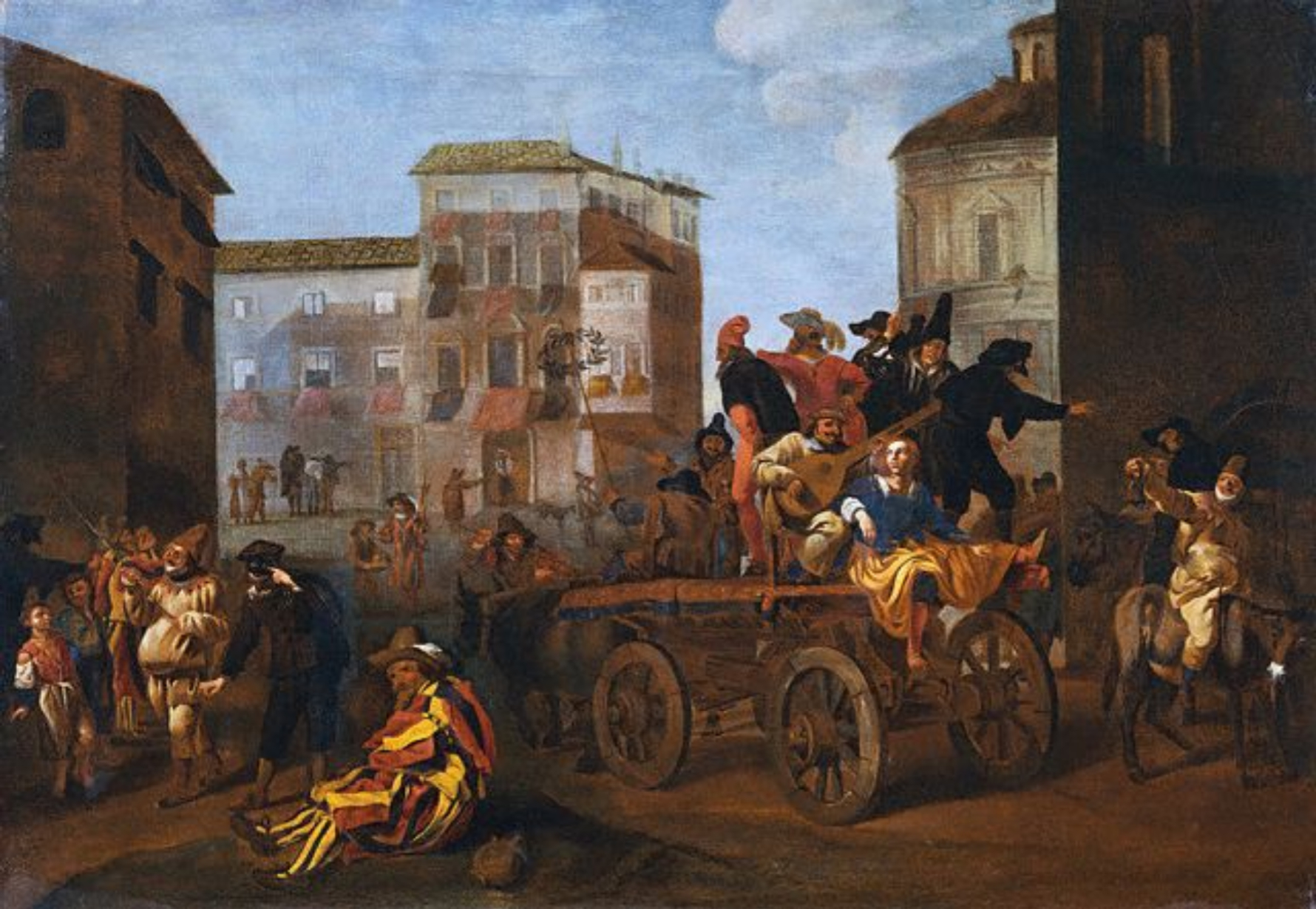
Трупа комедія дель арте на возі, художник Ян Міель, 1640 рік

До середини XVI століття комедія дель арте стала популярною в Європі, започаткувавши використання методу імпровізації. У цей період також з'явилася Єлизаветинська маска, форма розваги, яка включає музику, танці та вишукані костюми, а також професійні театральні компанії в Англії. П'єси Вільяма Шекспіра наприкінці XVI століття розвинулися з цього нового класу професійного виконання.
У 1597 році було виконано першу оперу «Дафна», і протягом XVII століття опера швидко стала улюбленою розвагою для аристократії в більшій частині Європи, а згодом і для значної частини населення всієї Європи.

#### Сучасна епоха
Створення просценіуму в Італії в XVII столітті започаткувало традиційну форму театральної сцени, яка зберігається донині. Тим часом в Англії пуритани заборонили акторство, що призвело до припинення виконавського мистецтва, яке тривало до 1660 року. Після цього періоду жінки почали брати участь як у французьких, так і в англійських виставах. Французи запровадили офіційне навчання танцям наприкінці XVII століття.
Також у цей час в американських колоніях були поставлені перші п'єси.
У XVIII столітті поява популярної опери буфа принесла оперу в маси як доступну форму вистави. «Весілля Фігаро» і «Дон Жуан» Моцарта  є визначними пам'ятками опери кінця XVIII століття.
На рубежі XIX століття Бетховен і романтичний рух започаткували нову еру, яка привела спочатку до вистав жанру великої опери, а потім до музичних драм Джузеппе Верді та «гесамткунстверка» (повного витвору мистецтва) опер Ріхарда Вагнера, що веде безпосередньо до музики XX століття.

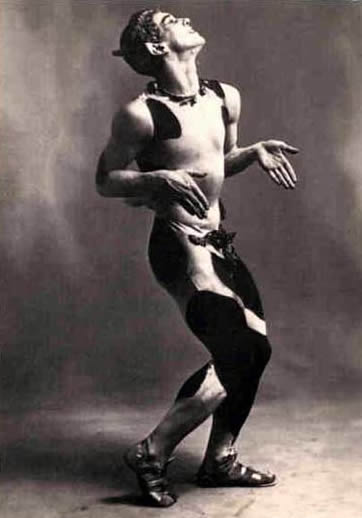
Вацлав Ніжинський виконує танець в ролі Фавна в Полудень фавна (Ніжинський) (1912)

XIX століття було періодом зростання виконавського мистецтва для всіх соціальних класів, технічного прогресу, такого як впровадження газового освітлення в театрах, бурлеску, танців менестреля та вар'єте. Жінки досягли великих успіхів у балеті, мистецтві, в якому раніше домінували чоловіки.
Танець модерн виник наприкінці XIX і на початку XX століття у відповідь на обмеження традиційного балету.
Поява «Російських балетів Дягілєва» (1909–1929) здійснила революцію в балеті та сценічному мистецтві загалом у всьому західному світі, головним чином завдяки наголосу Дягілєва на співпраці, яка об'єднала хореографів, танцюристів, сценографів/художників, композиторів і музикантів разом, щоб відродити та зробити революцію в балеті.
«Система» Костянтина Станіславського здійснила революцію в акторській майстерності на початку XX століття і продовжує справляти великий вплив на акторів сцени та кіно донині. У цей період на сцені були представлені як імпресіонізм, так і сучасний реалізм.
З винаходом кінокамери наприкінці XIX століття Томасом Едісоном і розвитком кіноіндустрії в Голлівуді на початку XX століття фільм став домінуючим засобом вистави протягом XX і XXI століть.
Ритм-енд-блюз, культурний феномен чорної Америки, став популярним на початку XX століття, вплинувши на низку пізніших популярних музичних стилів у всьому світі.

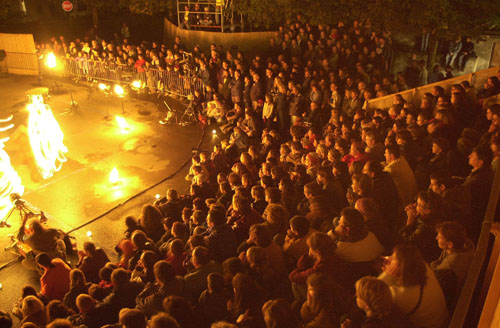
Вистава сучасного вуличного театру в Ла-Шо-де-Фон

У 1930-х роках Жан Розенталь представив прототип того, що згодом стане сучасним сценічним освітленням, змінивши природу сцени, в той час, як бродвейський мюзикл став видатним явищем у Сполучених Штатах.

#### Повоєнний період
Виконавське мистецтво після Другої світової війни було підкреслено відродженням як балету, так і опери в західному світі.
Постмодернізм домінував у виконавському мистецтві протягом 1970-х і 1980-х років.

### Виконавське мистецтво Африки
Корінні африканські виконавські традиції ґрунтуються на ритуалах, оповіданнях, рухах і музиці. Виступи були общинними: оповідачі та аудиторія взаємодіяли та брали участь у викликах і відповідях, коли вокаліст співає фразу, яку потім повторюють або відповідають новою фразою інші виконавці та/або аудиторія. Ця давня традиція укорінена в багатьох африканських культурах.

#### Північна Африка
Найперша зареєстрована театральна подія, церемоніальні вистави Стародавнього Єгипту, датується 2000 роком до нашої ери. Історія бога Осіріса щорічно демонструвалася на фестивалях по всьому Єгипту, знаменуючи відомий початок довгих відносин між театром і релігією. Драматичний папірус Рамзессеума, найстаріший із збережених ілюстрованих папірусів, деталізує виставу під час фестивалю Хеб-Сед і був використаний як доказ народження театральної традиції, яку західні вчені часто приписують Стародавній Греції.

#### Західна Африка
Гріот — західноафриканський усний історик, який використовує оповідання, поезію та музику, щоб висловити генеалогію та історичні оповіді племен, які представляє, часто граючи на таких інструментах, як кора. Ця стародавня професія підтримується як частина керівництва громади.

### Східне виконавське мистецтво

#### Західна Азія
Найпопулярнішими формами театру в середньовічному ісламському світі були ляльковий театр (який включав ручні ляльки, театр тіней та постановки маріонеток) і живі вистави, натхненні трагічною смертю Хусейна, відомі як «тазія», де актори відтворюють епізоди з історії ісламу. Зокрема, шиїтські ісламські п'єси були зосереджені на перетворенні на шахідів (мучеництві) синів Алі — Хасана ібн Алі та Хусейна ібн Алі. Зазвичай вони описують Кербельську битву та події, що їй передували та слідували. Льюїс Пеллі починає передмову до своєї книги про тазію такими словами: «Якщо успіх драми слід вимірювати впливом, який вона справляє на людей, для яких вона написана, або на аудиторію, перед якою вона представлена, жодна вистава ніколи не перевершувала трагедію, відому в мусульманському світі як трагедія Хасана і Хусейна». Роками пізніше Пітер Челковскі, професор іраністики та ісламознавства Нью-Йоркського університету, вибирає ті самі слова для початку своєї книги «Тазія, ритуал і драма в Ірані».
Живі світські вистави були відомі як «ахраджа», про що є свідчення в середньовічній літературі етикету ісламу, хоча вони були менш поширені, ніж ляльковий театр і театр тазії.

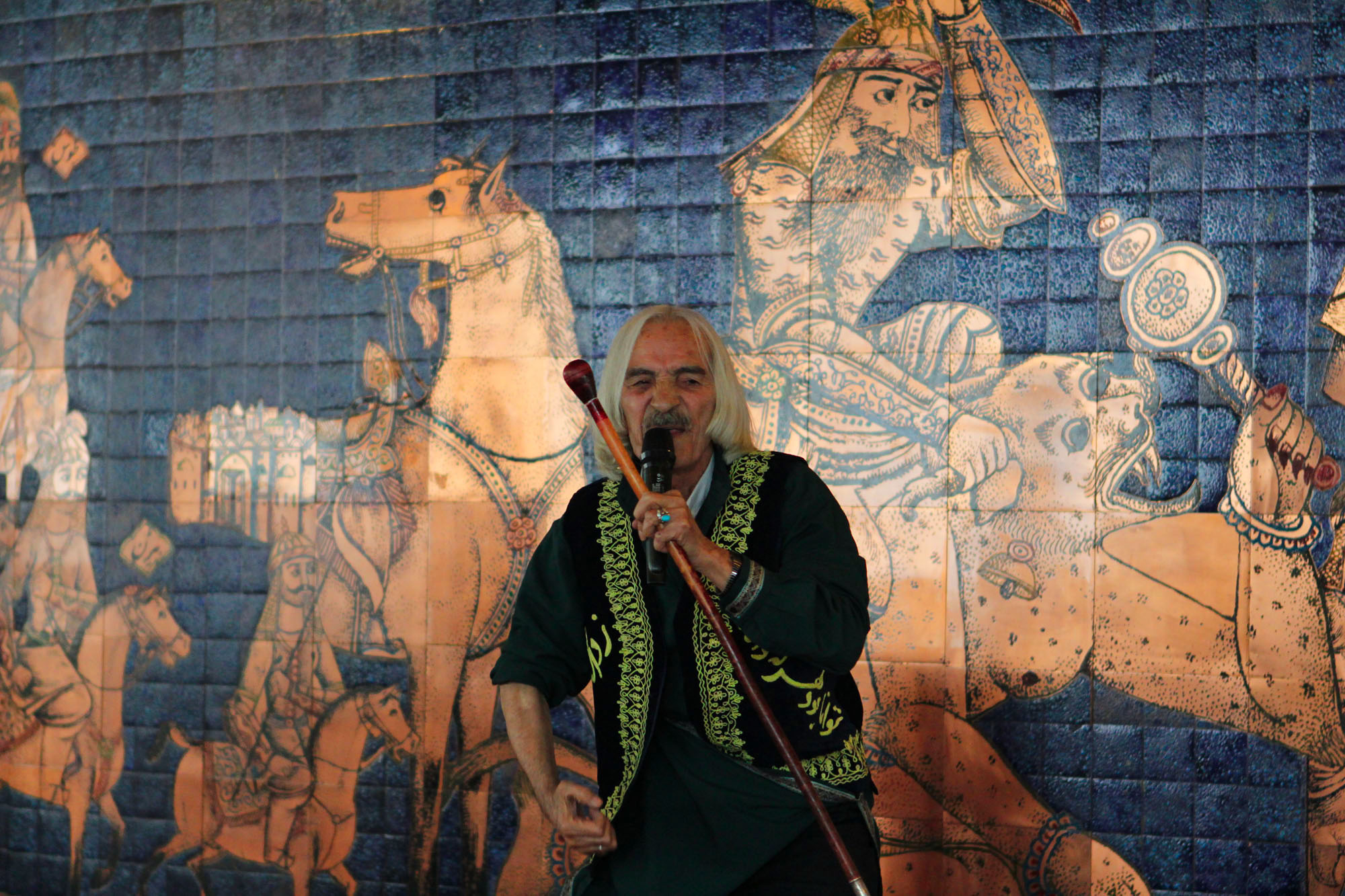
Валіолла Торабі, іранський naqqāl (оповідач) Шах-наме.

#### Іран
В Ірані існують інші форми театральних подій, такі як «Naghali» або «Naqqāli» (розповідь історій), «Тазія», «Ru-Howzi», «Siah-Bazi», «Parde-Khani» та Mareke giri. До двадцятого століття оповідання історій було найвідомішою формою розваги, хоча деякі форми все ще збереглися до наших днів. Одну форм, «Naghali», традиційно виконували в кав'ярнях, де оповідачі, або «Naghals (Naqqāls)», декламували лише частини історії за раз, таким чином зберігаючи постійних клієнтів. Ці оповідання базувалися на подіях історичного чи релігійного значення та багатьох віршах із Шах-наме. Ці історії часто змінювали, щоб відповідати атмосфері чи настрою аудиторії.

#### Індія

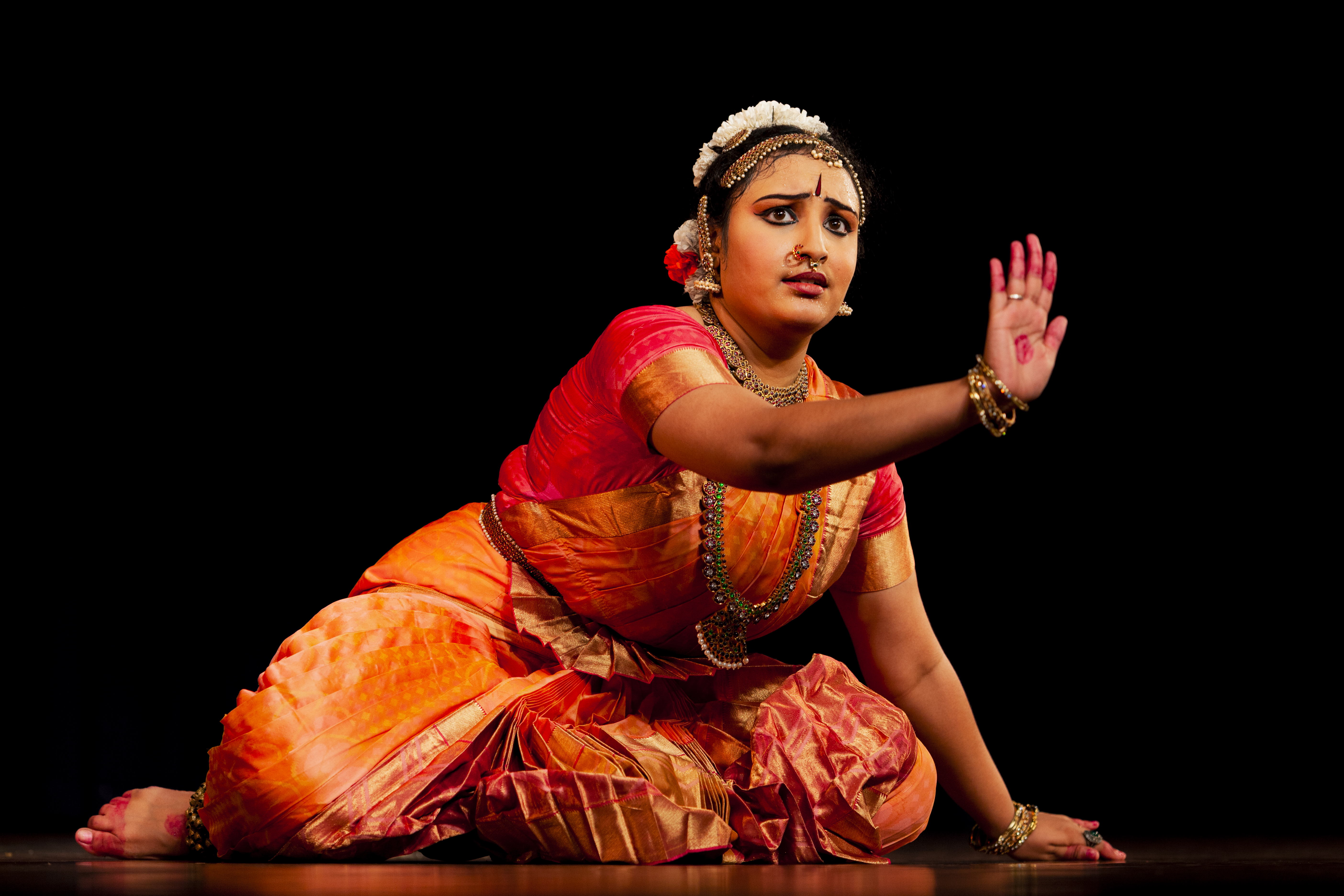
Бхаратанатьям, індійський класичний танець, який виник у Тамілнаді

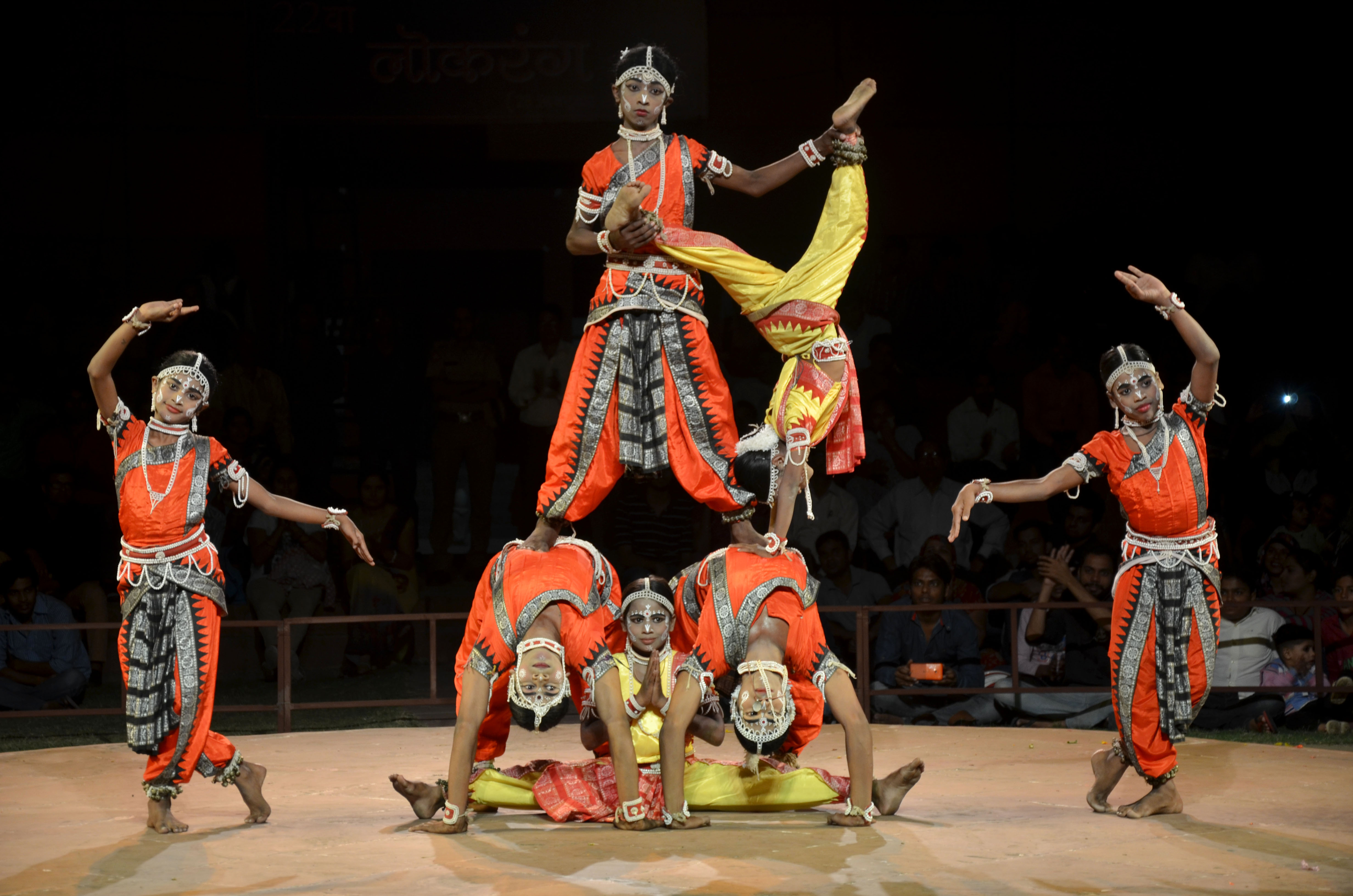
Народний танець Ґотікуа є одним із добре відомих виступів, які виконуються групами хлопчиків, одягнених в індійське жіноче вбрання сарі

Народний театр і драма ведуть свій початок від релігійних ритуалів ведичних народів 2-го тис. до н.е. Цей народний театр неясного минулого був поєднаний з танцями, їжею, ритуалами та зображеннями подій із повсякденного життя. Останній елемент дав початок класичному театру пізніших часів. Багато істориків, зокрема Д. Д. Косамбі, Дебіпрасад Чаттопадх'яя, Адья Рангачарайя та ін., посилалися на поширеність ритуалу серед індоарійських племен, в якому одні члени племені виконували роль диких тварин, інші — мисливців. У виставі ті, хто виконував роль мисливців, переслідували тих, хто виконував роль ссавців, наприклад, козлів, буйволів, північних оленів, мавп тощо[джерело?].
Бхарата Муні (V–II століття до н. е.), стародавній індійський письменник, найбільш відомий тим, що написав «Натья-шастра», теоретичний трактат про індійське сценічне мистецтво, включаючи театр, танець, акторську гру та музику, який порівнюють із «Поетикою» Арістотеля. Бхарата часто називають батьком індійського театрального мистецтва. Його «Натья-шастра» видається першою спробою систематичного розвитку техніки, вірніше, мистецтва драми. «Натья-шастра» розповідає нам не лише про те, що має бути зображено в драмі, але й про те, як це має бути зроблено. Драма, як каже Бхарата Муні, — це наслідування людей та їхніх вчинків («лока-врітті»). Оскільки на сцені потрібно поважати людей та їхні вчинки, драма на санскриті також відома під терміном «роопака», що означає зображення[джерело?].
«Рамаяну» і «Магабгарату» можна вважати першими загальновизнаними п'єсами, що виникли в Індії. Ці епоси надихали найдавніших індійських драматургів і продовжують надихати навіть драматургів сучасності. Індійські драматурги, такі як Бхаса у II столітті до нашої ери, писали п’єси, на які мали істотний вплив «Рамаяна» та «Магабгарата»[джерело?].
Калідаса  (I століття до нашої ери) вважається найбільш видатним драматургом Стародавньої Індії. Три відомі романтичні п’єси, написані Калідаса — «Малавікагнімітрам» («Малавіка й Агнімітра»), «Вікраморвашіям» («Про Вікрама й Урваші»), і «Абхіджняна-Шакунтала» («Визнання Шакунтала»). Остання була натхненна історією з «Магабгарати» і є найвідомішою. Вона була першою, перекладеною англійською та німецькою мовами. У порівнянні з Бхасою, який зробив багато запозичень з епосу, Калідаса можна вважати оригінальним драматургом[джерело?].
Наступним визначним індійським драматургом був Бхавабхуті (бл. VII століття). Йому приписують наступні три п'єси: «Малаті-Мадхава», «Махавірачаріта» та «Уттар Рамачаріта». Останні два твори охоплюють весь епос «Рамаяна». Вважається, що могутній індійський імператор Харша (606–648 р.р.) написав три п'єси: комедію «Ратнавалі», «Приядаршіка» та буддійську драму «Нагананда». У наступну епоху Середньовіччя з'явилося багато інших драматургів[джерело?].
У південній частині Індії було багато форм виконавського мистецтва; Керала є прикладом такого штату з різними формами мистецтва, такими як Кутіяттам, Нанг'яркуту, Катхакалі, Чакіяр Котху, Тхіраяттам, та багатьма видатними митцями, такими як Пейнкулам Раман Чак'яр та інші[джерело?].

#### Китай

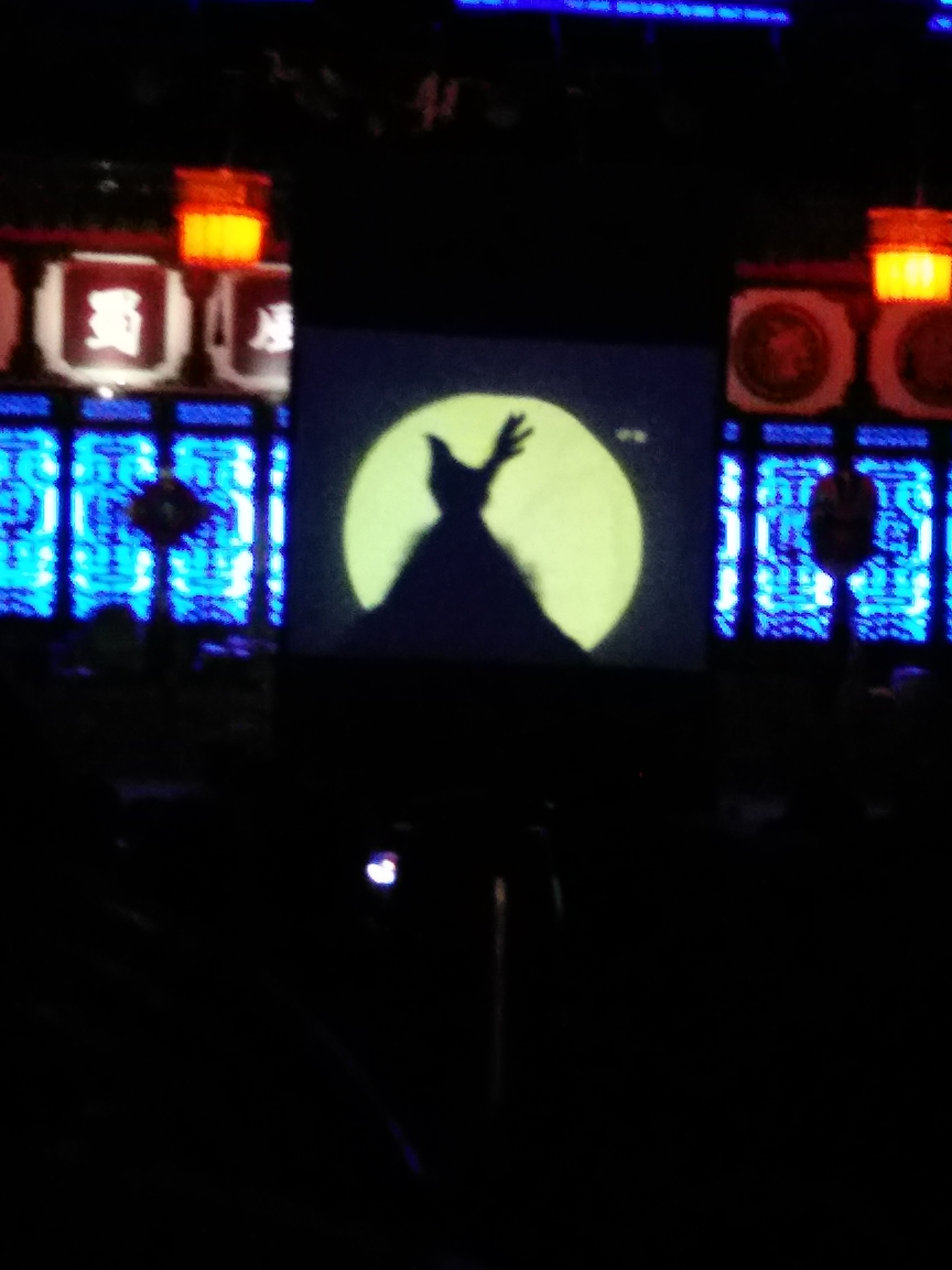
Драма тіні рук, Китай

Існують згадки про театральні розваги в Китаї ще в 1500 році до нашої ери за часів династії Шан; вони часто включали музику, клоунаду та акробатичні виступи.
Династію Тан іноді називають «епохою 1000 розваг». У цю епоху імператор Сюань-цзун створив школу акторської майстерності, відому як «Діти грушевого саду» для створення переважно музичної драми.
Під час династії Хань театр тіней вперше був визнаний як форма театру в Китаї. Існувало дві різні форми театру тіней: південна кантонська та північна пекінська. Ці два стилі відрізнялися способом виготовлення ляльок і розташуванням паличок на них, а не типом гри, що виконувалася з ляльками. Обидва стилі, як правило, показували п'єси, що зображували грандіозні пригоди та фантазії, рідше ця високостилізована форма театру використовувалася для політичної пропаганди. Кантонській ляльки були більшими за пекінські. Вони були виготовлені з використанням товстої шкіри, яка створювала більші тіні. Символічний колір також був дуже поширеним; чорне обличчя символізувало чесність, червоне — хоробрість. Стрижні, які використовувалися для управління кантонськими ляльками, були прикріплені перпендикулярно до голови ляльок. Таким чином, глядачі їх не бачили коли створювалася тінь. Пекінські ляльки були витонченішими і меншими. Їх створювали з тонкої напівпрозорої шкіри, яку зазвичай брали з живота осла. Вони були розмальовані яскравими фарбами, і тому відкидали дуже строкату тінь. Тонкі стрижні, які контролювали їхні рухи, були прикріплені до шкіряного нашийника на шиї ляльки. Стрижні йшли паралельно тілам ляльок, а потім вигиналися під кутом дев'яносто градусів, з'єднуючись із шиєю. Хоча ці стрижні було видно під час відкидання тіні, вони знаходилися поза тінню ляльки і, таким чином, не заважали зовнішньому вигляду фігури. Стрижні, прикріплені до шиї, полегшують використання ляльок з одним тілом і  кількома головами. Коли голови ляльок не використовувалися, їх зберігали в муслінових книгах або коробках з тканинною підкладкою. Голови завжди знімали на ніч. Це було викликано старими забобонами, згідно з якими ляльки, якщо їх залишити цілими, оживають уночі. Деякі ляльководи дійшли до того, що зберігали голови в одній книзі, а тіла в іншій, щоб додатково зменшити можливість того, що ляльки оживуть. Вважається, що ляльковий театр тіней досяг найвищої точки розвитку мистецтва в XI столітті, перш ніж стати інструментом уряду[джерело?].
Протягом династії Сун було багато популярних вистав із акробатикою та музикою. Протягом династії Юань вони розвинулися у більш витончену форму з чотирьох- або п'ятиактною структурою. Юаньська драма поширилася Китаєм і прийняла численні регіональні форми, найвідомішою з яких є Пекінська опера, яка популярна й сьогодні[джерело?].

#### Таїланд

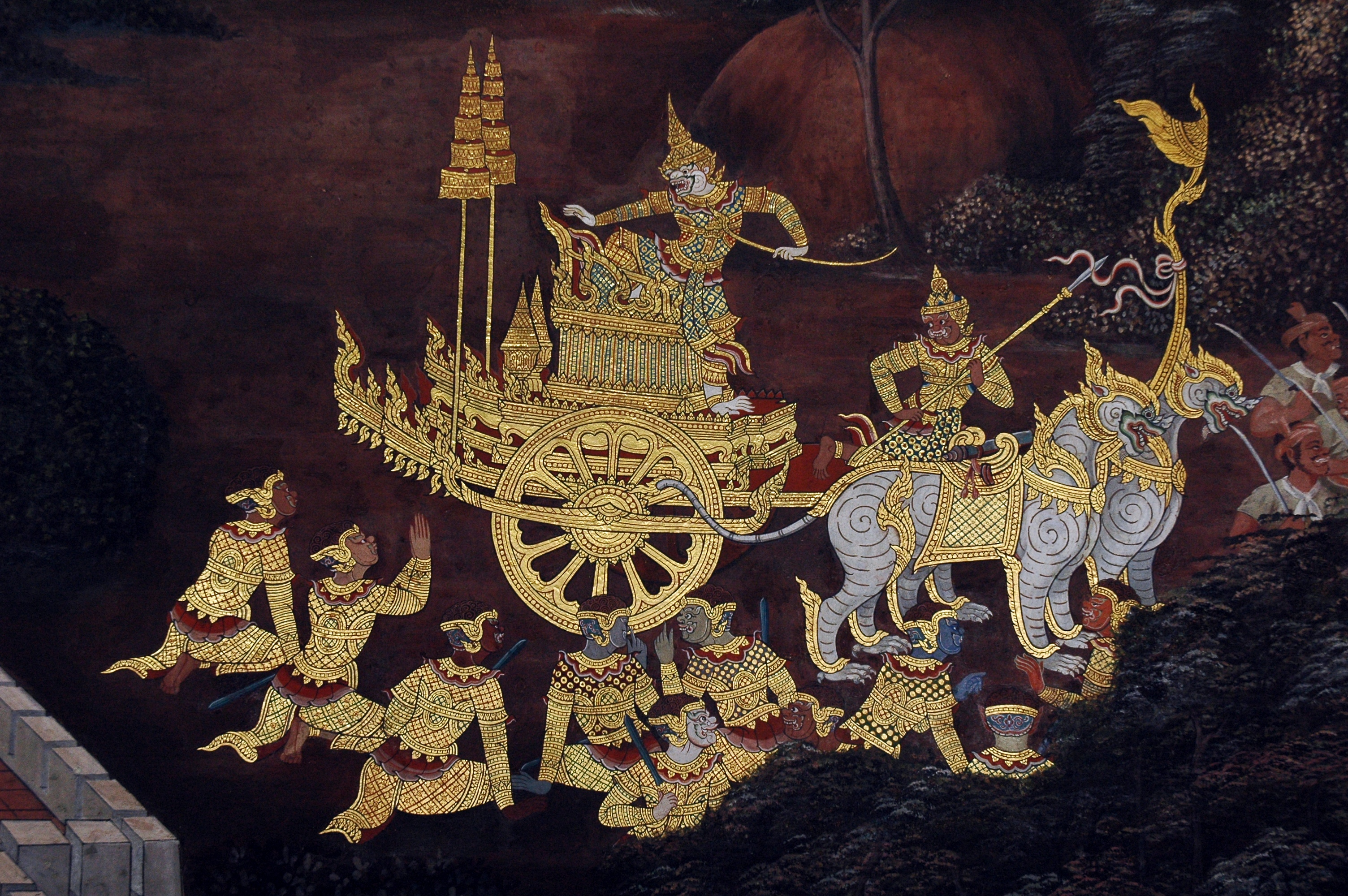
Хануман на своїй колісниці, сцена з Рамакієн у Ват Пхра Кео, Бангкок

У Таїланді з Середньовіччя існувала традиція виставляти п'єси, засновані на сюжетах індійських епосів. Зокрема, театральна версія національного епосу Таїланду «Рамакієн», яка є варіацією індійської «Рамаяни», залишається популярною в Таїланді й сьогодні.

#### Камбоджа
У Камбоджі записи, датовані VI століттям нашої ери, свідчать про те, що танцюристи в місцевому храмі використовували лялькові вистави для релігійних п'єс. У стародавній столиці Ангкор-Ват історії з індійських епосів «Рамаяна» та «Магабгарата» висічені на стінах храмів і палаців. Подібні рельєфи знайдені в Боробудурі в Індонезії.

#### Філіппіни
На Філіппінах Хосе де ла Круз в XVI столітті під час іспанської ери написав відому епічну поему «Ібонг Адарна», яка спочатку називалася «Korido at Buhay na Pinagdaanan ng Tatlong Prinsipeng Magkakapatid na anak nina Haring Fernando at Reyna Valeriana sa Kahariang Berbania» («Коридо та життя трьох принців, дітей короля Фернандо та королеви Валеріани в королівстві Бербанія»). Окрім театральних вистав, на низці кіностудій та телевізійних компаній створювалися різноманітні фільми. Першим був створений фільм «Птах Адарна» («Ang Ibong Adarna») найбільшою кіностудією в історії Філіппін, LVN Pictures.
Флоранте і Лаура — «авіт» (поема), що складається з 12-складових чотиривіршів із повною назвою «Pinagdaanang Buhay ni Florante at ni Laura sa Kahariang Albanya» («Історія Флоранте і Лаури в Албанському королівстві»), написаний Франсіско Балагтасом у 1838 році під час його ув'язнення, присвячений його коханій Марії Асункуйон Рівері (під псевдонімом «M.A.R.», яка згадується як «Селія»). Поема має спеціальну частину під назвою «Kay Selya» («для Селії»), спеціально присвячену Рівері.
Національний герой Філіппін, Хосе Рісаль, який також був прозаїком, створив дві відомі поеми, «Noli Me Tángere» (лат. «Не торкайся мене», з сильним наголосом на останнє слово відповідно до іспанської орфографії) (1887) яка описує сприйману несправедливість іспанських католицьких монахів і правлячого уряду та «Флібустьєр» (переклади: Філібустьєрство; Підривник або Підривна діяльність (у англійському перекладі Локсіна), ще один альтернативний переклад  — Панування жадібності) (1891). Безрадісні мотиви роману різко відходять від повної надії та романтичної атмосфери попереднього роману, вказуючи на те, що Ібарра вдався до вирішення проблем своєї країни насильницькими методами, після того, як його попередня спроба реформувати систему країни не дала результату та здавалася неможливою через корумповане ставлення іспанців до філіппінців. Ці романи були написані під час колонізації Філіппін Іспанською імперією.
Усі ці літературні твори входили до навчальної програми середньої і старшої школи, Ібонг Адарна входить до навчальної програми для 7 класу; Флоранте і Лаура — для 8 класу; «Noli Me Tángere» — для 9 класу; та Флібустьєр — для 10 класу.

#### Японія

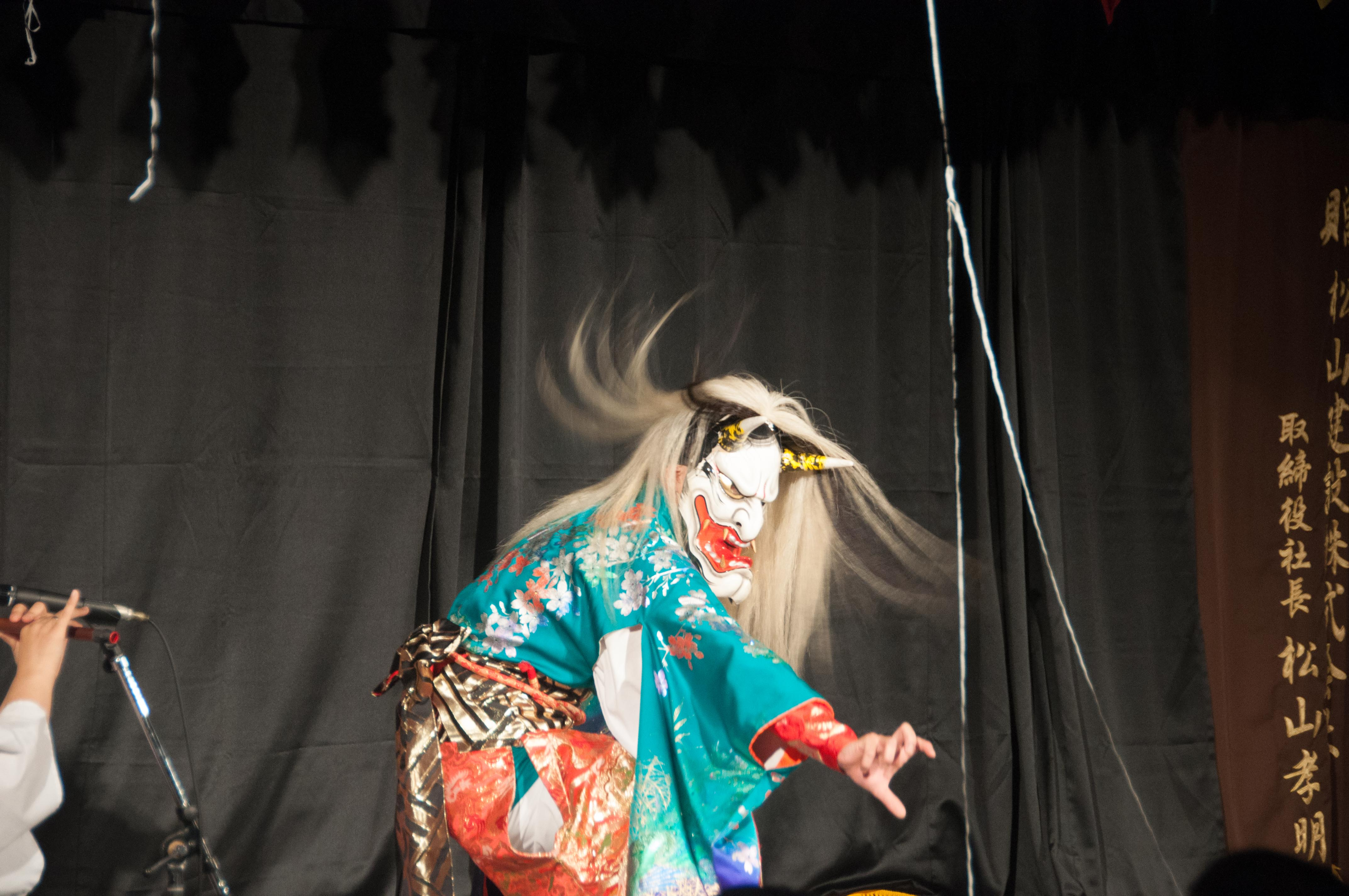
Вистава Кабукі

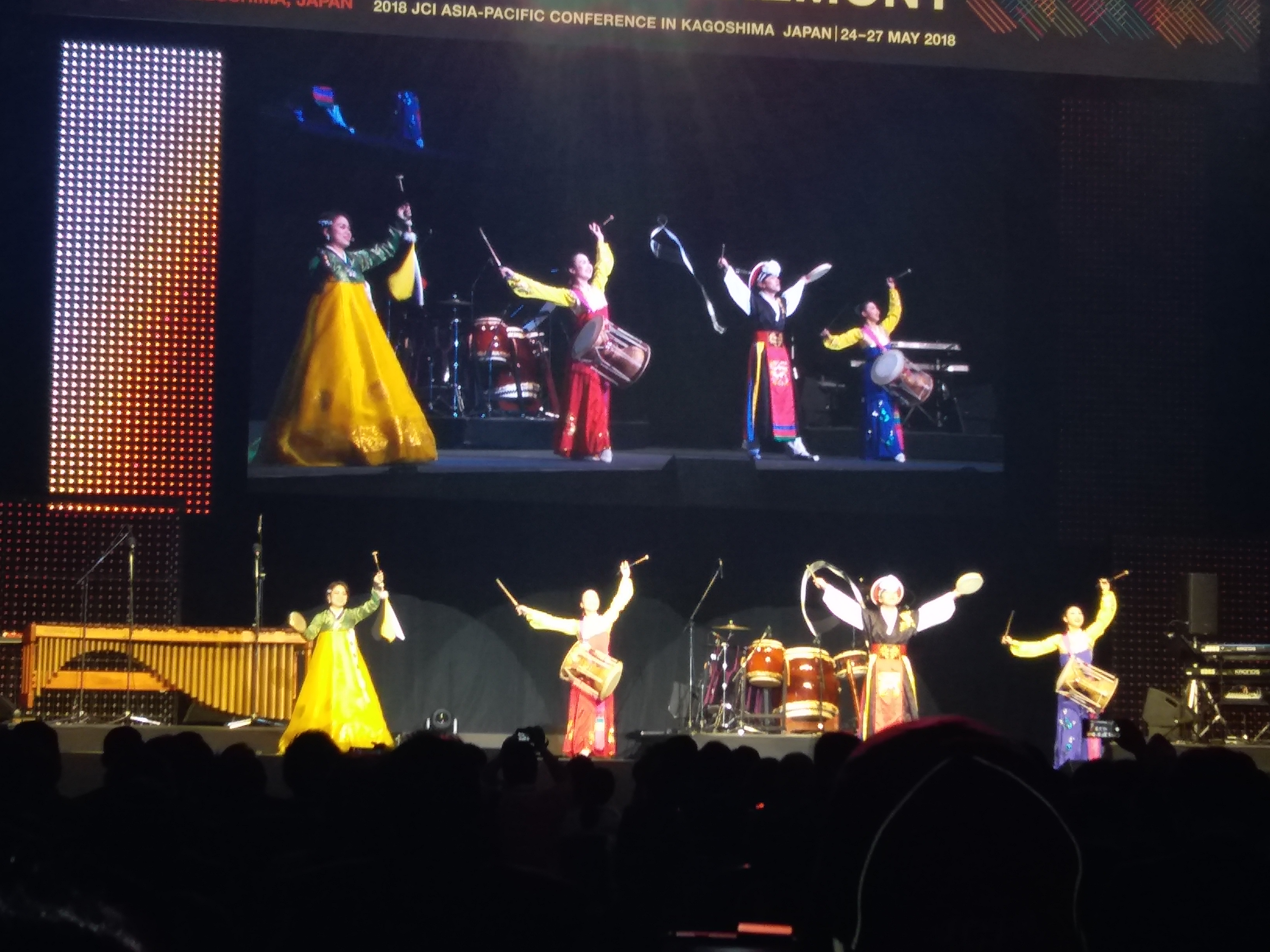
Вистава в Каґосімі

Протягом XIV століття в Японії існували невеликі акторські трупи, які грали короткі, часом вульгарні комедії. Син Кан'амі (1333–1384), керівника однієї з таких труп, Дзеамі Мотокійо (1363–1443), вважався одним із найкращих дітей-акторів Японії. Коли трупа Кан'амі робила виставу для Асікаґи Йосіміцу (1358–1408), сьоґуна Японії, він був вражений талантом Дзеамі і дав йому класичну освіту при своєму дворі. Після того, як Дзеамі змінив свого батька, він продовжив виступати та адаптувати свій стиль, відомий сьогодні як Но. Суміш пантоміми та вокальної акробатики, стиль театру Но став однією з найвишуканіших форм театральної вистави в Японії.
Японія, після тривалого періоду громадянських воєн і політичного безладу, була об'єднана і досягла миру насамперед завдяки сьоґуну  Токуґаві Ієясу (1600–1668). Однак, стурбований збільшенням кількості християн у країні через вербувальні заходи християнських місіонерів, він перервав контакти Японії з Європою та Китаєм і оголосив християнство поза законом. Коли мир таки настав, розквіт культурного впливу та зростання класу торговців вимагали власних розваг. Першим успішним форматом театру був «Ningyō jōruri» (загально відомий як Бунраку). Засновник і головний учасник «Ningyō jōruri», Тікамацу Мондзаемон (1653–1725), перетворив свою форму театру на справжню форму мистецтва. «Ningyō jōruri» — це дуже стилізована форма театру з використанням ляльок, які сьогодні становлять приблизно 1⁄3 розміру людини. Щоб керувати маріонетками, актори проходять навчання, яке включає в себе керування головою та правою рукою ляльки, а також показ свого обличчя під час вистави. Інші ляльководи, керуючи менш важливими кінцівками ляльки, покривають себе та своє обличчя чорним костюмом, щоб показати свою невидимість. Діалог веде одна особа, яка використовує різні тони голосу та манери розмови, щоб імітувати різних персонажів. За своє життя Тікамацу написав тисячі п'єс, більшість із яких використовуються й сьогодні[джерело?].
Театр Кабукі був створений невдовзі після Бунраку, за легендою, актрисою на ім'я Окуні, яка жила приблизно в кінці XVI століття. Більшість елементів вистави Кабукі походить від Но і Бунраку, і його хаотичні танцювальні рухи також походять від театру Бунраку. Однак Кабукі менш формальний і більш віддалений від аудиторії, ніж Но, але дуже популярний серед японської публіки. Акторів навчають різноманітним прийомам, включаючи танці, спів, пантоміму та навіть акробатику. Кабукі спочатку виконували молоді дівчата, потім молоді хлопці, а наприкінці XVI століття трупи Кабукі складалися лише з чоловіків. Чоловіки, які зображували жінок на сцені, були спеціально навчені розкривати сутність жінки в її тонких рухах і жестах[джерело?].

### Історія сценічного мистецтва в Океанії
Меланезійський танець часто демонструє культурну тему мужності та маскулінності, де лідерство та унікальний набір навичок є важливими для обміну з громадою. Ці танці демонструють характер військової людини; однак вони також можуть представляти інші корисні риси, такі як заохочення вирішення конфліктів або зцілення. Костюми танцюристів, які грають ролі, включають великі маски та нелюдські риси, які імітують міфічних персонажів. Для імітації голосу цих магічних персонажів може також використовуватись музика.